# Tipton
Tipton är en ort i unparished area West Bromwich, i distriktet Sandwell, i Storbritannien. Den ligger i grevskapet West Midlands i och riksdelen England, i den södra delen av landet, 170 km nordväst om huvudstaden London. Tipton ligger 144 meter över havet och antalet invånare är 47 000. Tipton var en civil parish fram till 1961 när blev den en del av West Bromwich, Dudley och Warley. Civil parish hade 38 100 invånare år 1961. Staden nämndes i Domedagsboken (Domesday Book) år 1086, och kallades då Tibintone.
Terrängen runt Tipton är platt. Runt Tipton är det mycket tätbefolkat, med 1 886 invånare per kvadratkilometer. Närmaste större samhälle är Birmingham, 12,5 km öster om Tipton. Runt Tipton är det i huvudsak tätbebyggt.